# Нимвар
Нимва́р, или Ниме́ Вар, или Нимева́н (перс. نیمور‎) — небольшой город на западе Ирана, в провинции Меркези. Входит в состав шахрестана  Мехеллат.

## География и климат
Город находится в юго-восточной части Центрального остана, в горной местности, на высоте 1 599 метров над уровнем моря.
Нимвар расположен на расстоянии приблизительно 80 километров к востоку-юго-востоку (ESE) от Эрака, административного центра провинции и на расстоянии 205 километров к юго-юго-западу (SSW) от Тегерана, столицы страны. Климат города засушливый, с малым (около 300 мм в год) количеством осадков. Среднегодовая температура воздуха составляет + 15 ° С.

## Население
На 2006 год население составляло 5 731 человека; в национальном составе преобладают персы, в конфессиональном — мусульмане-шииты.

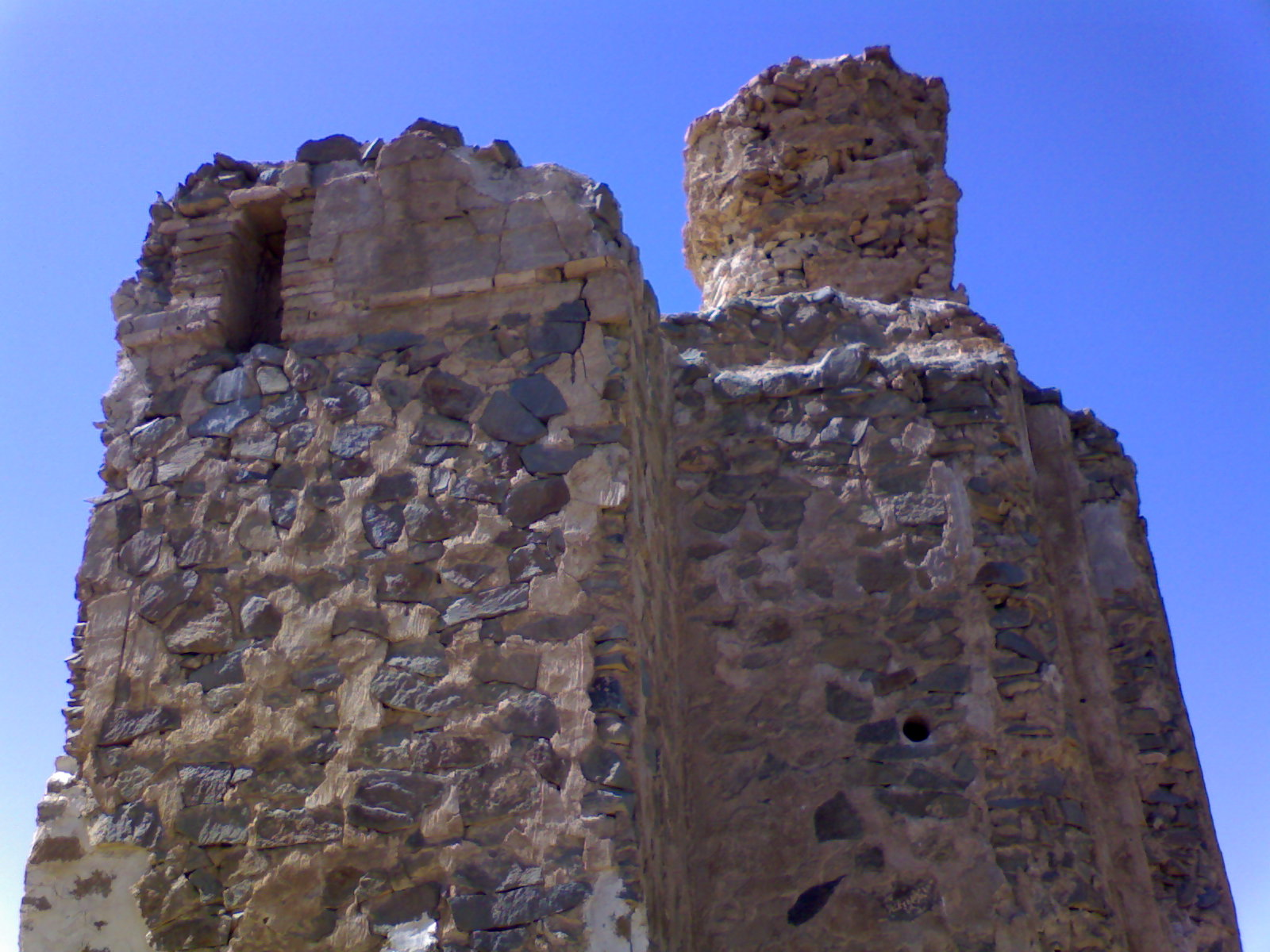
Руины зороастрийского храма

## Достопримечательности
Город известен с периода правления династии Сасанидов (хотя возможно был основан и в более раннее время) и являлся значимым религиозным центром Ирана. В настоящее время, в Нимваре и его окрестностях, сохранился ряд памятников, имеющих большую историческую и культурную ценность.
В самом городе расположены руины плотины, сложенной из скреплённых раствором, огромных каменных плит и имевшей около 100 метров в длину и около 9 — в ширину.
К западу от города находятся руины древнего зороастрийского храма огня.